# Nükteusz
Nükteusz (ógörögül: Νυκτεύς) a görög mitológiában a Kadmosz által megölt sárkány elvetett fogaiból kikelt egyik vitéz (Szpartoszok) Khthonisz (jelentése: „földből való”) fia (másik változat szerint: Hürieusz és Klonia fia). Annak idején, Lükosz nevű bátyjával együtt megölték Phlegüaszt, Arész fiát, el kellett menekülniük Euboiából (ez valószínűleg a boiótiai Euboia városa), és apjuk szülőhazájának, Thébainak polgárai lettek. Nükteusz leánya, Antiopé titokban egyesült Zeusz főistennel, és apja haragjától félve Sziküónba menekült. Nükteusz kétségbeesésében öngyilkos lett, ám halála előtt meghagyta Lükosznak, büntesse meg Antiopét, melynek későbbi következményeként Antiopé fiai - Nükteusz unokái - megölték magát Lükoszt.